# Wildest Dreams (Tina Turner)
Wildest Dreams è un album della cantante statunitense Tina Turner pubblicato nel 1996.

## Descrizione
L'album include la canzone GoldenEye, colonna sonora del film omonimo di James Bond. Il brano è stato scritto da Bono e The Edge della band irlandese U2, ed è stato registrato e pubblicato come singolo nel 1995.
La canzone Confidential è stata scritta e coprodotta dal gruppo britannico Pet Shop Boys. Il cantante e paroliere della band, Neil Tennant, è anche presente nei cori del brano. La demo originale cantata da Tennant, è stata inclusa nella riedizione in due dischi del 2001 dell'album Very.
L'album presenta due cover: Unfinished Sympathy dei Massive Attack e Missing You di John Waite. Il brano All Kinds of People è stato scritto da Sheryl Crow.
In Your Wildest Dreams è stato reinciso in duetto con Barry White e pubblicato come singolo, raggiungendo il numero 32 nella UK Singles Chart. Il duetto è incluso solo nella versione americana dell'album, che ha una diversa tracklist rispetto alla versione europea, e presenta una copertina alternativa.
L'album contiene anche una collaborazione con Sting nella traccia On Silent Wings che ha raggiunto il tredicesimo posto dei singoli più venduti nel Regno Unito.
Globalmente l'album ha venduto oltre sei milioni di copie.

## Tracce
Edizione Europa
1. Do What You Do – 4:23 (Terry Britten, Graham Lyle, Conner Reeves)
2. Whatever You Want – 4:52 (Andrew Baker, Taylor Dayne, Fred Zarr)
3. Missing You – 4:36 (Mark Leonard, Chas Sandford, John Waite)
4. On Silent Wings (feat. Sting) – 6:12 (James Ralston, Tony Joe White)
5. Thief of Hearts – 4:05 (Jud Friedman, Hellmut Hattler, Joo Krause, Allan Rich)
6. In Your Wildest Dreams (feat. Antonio Banderas) – 5:33 (Mike Chapman, Holly Knight)
7. GoldenEye (Single Edit) – 3:27 (Bono, The Edge)
8. Confidential – 4:39 (Chris Lowe, Neil Tennant)
9. Something Beautiful Remains – 4:20 (Britten, Lyle)
10. All Kinds of People – 4:43 (Sheryl Crow, Kevin Gilbert, Eric Presley)
11. Unfinished Sympathy – 4:30 (Robert Del Naja, Grant Marshall, Shara Nelson, Jay Sharp, Andrew Vowles)
12. Dancing in My Dreams – 6:45 (Mark Cawley, Kye Fleming, Brenda Russell)

Edizione Stati Uniti
1. Missing You (Alternate Mix) – 4:40 (Leonard, Sandford, Waite)
2. In Your Wildest Dreams – 5:29 (Chapman, Knight) – duetto con Barry White
3. Whatever You Want (Alternate Mix) – 4:31 (Baker, Dayne, Zarr)
4. Do What You Do – 4:23 (Britten, Lyle, Reeves)
5. Thief of Hearts – 4:05 (Friedman, Hattler, Krause, Rich)
6. On Silent Wings (feat. Sting) – 6:12 (Ralston, White)
7. Something Beautiful Remains – 4:20 (Britten, Lyle)
8. Confidential – 4:39 (Lowe, Tennant)
9. The Difference Between Us – 4:32 (Holand, Celli, Levan)
10. All Kinds Of People – 4:43 (Crow, Gilbert, Presley)
11. Unfinished Sympathy – 4:30 (Del Naja, Marshall, Nelson, Sharp, Vowles)
12. GoldenEye (Soundtrack Album Version) – 4:46 (Bono, The Edge)
13. Dancing in My Dreams – 6:45 (Cawley, Fleming, Russell)
14. Something Beautiful Remains (Joe Urban Remix Edit) – 4:00 (Britten, Lyle) – bonus track

## Classifiche
| Classifica (1996) | Posizione massima |
| ----------------- | ----------------- |
| Australia         | 14                |
| Austria           | 2                 |
| Belgio (Fiandre)  | 3                 |
| Belgio (Vallonia) | 7                 |
| Canada            | 29                |
| Danimarca         | 5                 |
| Europa            | 2                 |
| Finlandia         | 3                 |
| Francia           | 5                 |
| Germania          | 2                 |
| Italia            | 2                 |
| Norvegia          | 6                 |
| Nuova Zelanda     | 1                 |
| Paesi Bassi       | 4                 |
| Portogallo        | 3                 |
| Regno Unito       | 4                 |
| Spagna            | 15                |
| Stati Uniti       | 61                |
| Stati Uniti (R&B) | 26                |
| Svezia            | 5                 |
| Svizzera          | 1                 |